# Sewan Latchinian

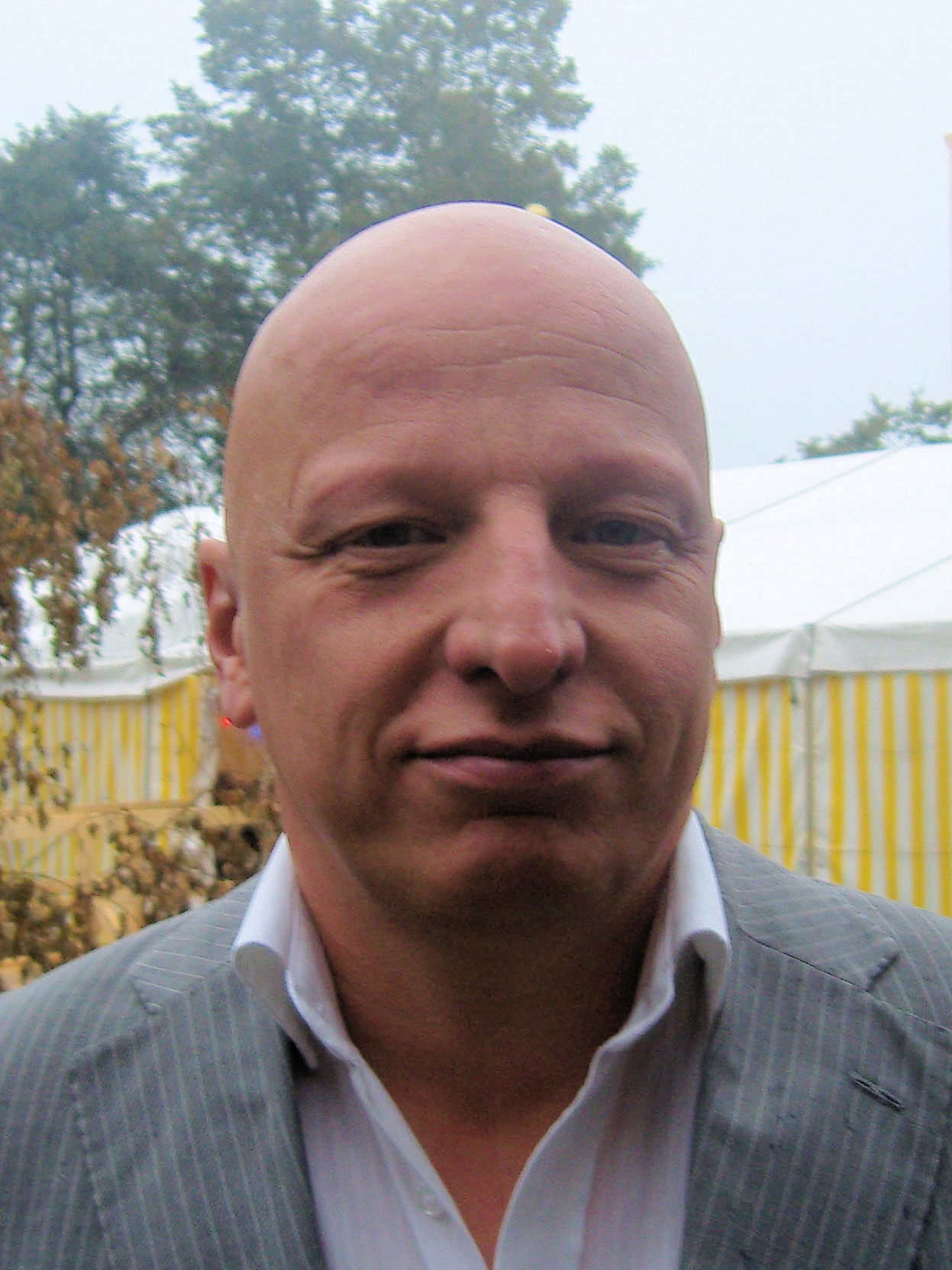
Latchinian beim 7. GlückAufFest der Neuen Bühne Senftenberg

Sewan Latchinian (* 1961 in Leipzig) ist ein deutscher Theaterregisseur, Schauspieler und Autor mit armenischen Wurzeln väterlicherseits. Seit 2019 ist er Künstlerischer Leiter der Hamburger Kammerspiele.
Sewan war Miterfinder der Baracke des Deutschen Theaters in Berlin. Von 2004 bis 2014 war er Intendant der Neuen Bühne Senftenberg und von 2014 bis 2016 in gleicher Funktion am Volkstheater Rostock.

## Leben
Sewan Latchinian wurde 1979 als 17-jähriger Schüler vom Direktor seiner Erweiterten Oberschule in Leipzig während des Unterrichts als „der DDR und des Sozialismus unwürdig“ und als „unwürdig, das Abitur zu machen“ bezeichnet. Grund hierfür war Latchinians Ablehnung, einen dreijährigen Wehrdienst abzuleisten, der als Voraussetzung für die Erlaubnis zu einem Studium galt.

### Karriere
Nach dem NVA-Grundwehrdienst absolvierte Sewan Latchinian von 1981 bis 1985 ein Schauspielstudium an der Hochschule für Schauspielkunst „Ernst Busch“ Berlin und machte dort einen Abschluss als Diplomschauspieler. Anschließend erhielt er ein Engagement als Schauspieler am Mecklenburgischen Staatstheater Schwerin. Im Jahr 1986 erfolgte sein Debüt als Dramatiker mit dem Theaterstück Grabbes Grab, das seine Uraufführung am Mecklenburgischen Staatstheater Schwerin erlebte.
Von 1988 bis 1997 hatte er ein Engagement als Schauspieler am Deutschen Theater Berlin. Latchinian arbeitete mit den Regisseuren Christoph Schroth, Frank Castorf, Friedo Solter und Thomas Langhoff zusammen. Er war außerdem in den Film- und Fernsehproduktionen Die verschwundene Miniatur (1990), Das Land hinter dem Regenbogen (1991) oder Liebling Kreuzberg (1997) zu sehen. In Jörg Foths Spielfilm Dschungelzeit spielte er 1987 den Ex-Fremdenlegionär Eddy.
Eine seiner ersten Inszenierungen als Regisseur war die Deutsche Erstaufführung Der Disneykiller von Philip Ridley am Deutschen Theater Berlin. Seit 1993 war er als Regisseur an den Schauspielhäusern Bonn, Dortmund, Düsseldorf, Leipzig, am Staatstheater Cottbus und am Münchner Volkstheater tätig. Latchinian war zudem Schauspieldozent an der Hochschule für Schauspielkunst „Ernst Busch“ und an der Folkwang Hochschule in Essen. Von 1997 bis 2003 wirkte Latchinian als Oberspielleiter am Rheinischen Landestheater Neuss. Im Jahr 2004 wurde er Intendant der Neuen Bühne Senftenberg.
Latchinians Stück Eine verbotene Liebe hatte 2009 in Senftenberg Uraufführung, das eine Dramatisierung der Thesen von Ettore Ghibellino zur vermuteten Liebe von Johann Wolfgang von Goethe und der Fürstinmutter Anna Amalia ist, und in bewusster Abgrenzung zu Peter Hacks’ Stück Ein Gespräch im Hause Stein über den abwesenden Herrn von Goethe geschrieben wurde.
Im Rahmen des Theaterspektakels 6. GlückAufFest „Grab(b)e!“ zweitinszenierte Sewan Latchinian 2009 sein Theaterstück Grabbes Grab sowie Die Hermannsschlacht von Christian Dietrich Grabbe. Der Kritiker Martin Linzer wertete die Inszenierung Die Hermannsschlacht in Theater der Zeit 11/09 als Rehabilitierung des Stückes.
Das 7. GlückAufFest „Dostoprimetschatelnosti“ umfasste fünf bedeutende Stücke der russischen Dramatik. Im Zentrum stand Tschechows Die drei Schwestern (Regie: Sewan Latchinian). Theater heute beurteilte die Inszenierung als einen „Höhepunkt der immer im Heutigen wurzelnden Senftenberger Theaterarbeit“.
Zum 8. GlückAufFest inszenierte Latchinian Hofmannsthals Jedermann in der Fassung von Manfred Wekwerth. Zudem feierte der viel diskutierte, aktuelle Text Stéphane Hessels Empört Euch! deutsche Erstaufführung.
Einen „kreativen Streik“ legte die Neue Bühne 2012 mit dem 9. KEIN GlückAufFest ein. Mit dem Hinweis auf die prekären finanziellen Bedingungen für die Theaterarbeit folgte auf das französische Liederprogramm Parlez moi d’amour (Regie: Sewan Latchinian) die Inszenierung Der Geizige von Molière, ebenfalls unter der Regie Latchinians. Der Kritiker Martin Linzer urteilte für Theater der Zeit daraufhin: „Auf dem Glücksatlas der Deutschen Post müsste das Senftenberger Theater ganz oben stehen.“
Das 10. GlückAufFest eröffnete unter dem Titel „Wirklichkeit“ die Spielzeit 2013/2014 und umfasste fünf Inszenierungen, davon vier Uraufführungen. Es waren: eine Stückfassung des Romans Weiskerns Nachlass von Christoph Hein (UA), eine Bühnenumsetzung des Essays Unsere schönen neuen Kleider von Ingo Schulze (UA), eine Theateradaption der Erzählung Die hellen Haufen von Volker Braun (UA) und eine Lesung des Romans Johann Holtrop von Rainald Goetz. Regie führte jeweils Sewan Latchinian. Den Abschluss des Theaterabends bildete das „aerodynamische Liederprogramm“ Auf dem Flughafen nachts um halb eins… des Liedermachers, Musikers und Lyrikers Hans-Eckardt Wenzel.
Seit September 2014 ist Sewan Latchinian Intendant des Rostocker Volkstheaters. Der Hauptausschuss der Rostocker Bürgerschaft beauftragte Oberbürgermeister Roland Methling (parteilos), Latchinian für fünf Jahre zu verpflichten.
Die Spielzeit 2014/2015 hat er mit dem dreiteiligen Spektakel 1. Stapellauf eröffnet, welches fortan den Auftakt jeder Spielzeit bilden sollte. Unter dem Motto „Neubeginn“ inszenierte er die Mitspieloper Untergang der Titanic von Wilhelm Dieter Siebert, die Uraufführung der Volkstheaterfassung von Uwe Johnsons Ingrid Babendererde sowie das nach dem gleichnamigen schwedischen Film benannte Theaterstück Wie im Himmel von Kay Pollak.
Von 2007 bis 2014 war Sewan Latchinian Mitglied im Vorstand der Intendantengruppe des Deutschen Bühnenvereins (seit 2010 stellvertretender Vorsitzender) sowie im Ausschuss für künstlerische Fragen. Sein Rücktritt von allen Ämtern und Funktionen im Januar 2014 geschah aus Protest gegen den Tarifabschluss für die Orchester im Jahr 2013, der eine Steigerung um 8,9 % für Orchestermusiker vorsieht und in dessen Zusammenhang das Volkstheater Rostock im Dezember 2013 aus dem Deutschen Bühnenverein ausgetreten war.
Am 31. März 2015 wurde Latchinian wegen seiner Kritik an den Kürzungen im Kulturbereich und einem umstrittenen Vergleich mit dem IS-Regime auf Antrag von Oberbürgermeister Roland Methling vom Hauptausschuss der Bürgerschaft fristlos entlassen. Nach zahlreichen Protestaktionen in Rostock und Solidaritätsbekundungen aus ganz Deutschland hat die Bürgerschaft der Hansestadt Rostock die fristlose Kündigung Sewan Latchinians zurückgenommen. Der Rostocker Oberbürgermeister Methling hat eine 14-tägige Bedenkzeit zur Prüfung dieser Entscheidung in Anspruch genommen und am 27. April 2015 Widerspruch gegen die von der Bürgerschaft getroffene Entscheidung zur Weiterbeschäftigung des Intendanten eingelegt. Am 6. Mai 2015 wies die Bürgerschaft mehrheitlich diesen Einspruch zurück, sprach Sewan Latchinian erneut das Vertrauen aus, so dass ihn der Oberbürgermeister wieder auf seine Posten berufen musste. Gleichzeitig wurde ein Beschluss über den Neubau des Volkstheaters Rostock gefasst.
Im Februar 2016 hieß es in einem Zeitungsbericht, dass Latchinian angeblich die Auflösung seines Vertrags in Rostock anstrebe, was kurz darauf im gleichen Blatt dementiert wurde.
Am 6. Juni 2016 ist Sewan Latchinian nach einer Abstimmung des Hauptausschusses der Rostocker Bürgerschaft als Intendant des Volkstheaters Rostock fristlos entlassen worden. Gegen diese Entlassung klagt Latchinian und geht dagegen mit Hilfe des Rechtsanwalts Gregor Gysi vor.
Im Dezember 2016 stellte das Landgericht Rostock die Unwirksamkeit dieser fristlosen Entlassung fest. Im Dezember 2017 bestätigte das Oberlandesgericht Rostock nach einem Einspruch der Hansestadt Rostock und der Volkstheater Rostock GmbH diese Entscheidung des Landgerichts erneut. Am 27. November 2018 wies der Bundesgerichtshof (BGH) eine Nichtzulassungsbeschwerde gegen diese vorinstanzlichen Urteile ab. Das Urteil, dass die fristlose Entlassung von Sewan Latchinian rechtswidrig war, ist somit rechtskräftig.
Zwischenzeitlich ist durch den sogenannten „Theaterpakt“ 2018 der Landesregierung MV und der theatertragenden Kommunen der Status des Rostocker Volkstheaters als Vierspartentheater für zehn Jahre festgeschrieben.
„Über die Rehabilitierung freue ich mich“, äußerte sich Sewan Latchinian gegenüber Nachtkritik.de.
Der dpa teilte er mit: „Mit dem Urteil wird nun auch juristisch die Richtigkeit meiner Haltung bestätigt, dass das Vierspartentheater in Rostock erhaltenswert und erhaltbar ist.“

### Familie
Sewan Latchinian ist der ältere Sohn aus der Ehe von Professor Sarkis Latchinian (1930–2012) – eines Armeniers, dessen Eltern den Völkermord an den Armeniern nur knapp überlebten – mit der Deutschen Adelheid Latchinian geb. Skonietzki. Seine Mutter legte 1955 das beste Abitur von Weimar ab und durfte dennoch wegen ihres christlichen Glaubens erst nach Intervention beim DDR-Präsidenten Wilhelm Pieck studieren. Latchinians Eltern lernten sich beim Studium in Bulgarien kennen. Der Vater war von 1975 bis 1990 ordentlicher Professor für Politische Ökonomie des Kapitalismus an der Sektion Wirtschaftswissenschaften der Karl-Marx-Universität Leipzig, die Mutter wirkte von 1970 bis 1998 als Dozentin für Literaturwissenschaft an der Universität Leipzig.
Sewan Latchinian hat zwei jüngere Geschwister, die Schwester Kohar und den Bruder Haig Latchinian (* 1968; Journalist und Autor). Die Kostümbildnerin Christine Stromberg war seine Tante.
Die Leipziger Volkszeitung veröffentlichte am 23. April 2015 ein von Andreas Debski verfasstes, ausführliches Porträt der Familie Latchinian unter dem Titel: Der Völkermord an den Armeniern und das Trauma der Latchinians – Wie eine Leipziger Familie mit der Vertreibung aus dem Osmanischen Reich vor 100 Jahren umgeht.

## Werk

### Inszenierungen (Auswahl)
1994
- Der Disney-Killer – Ridley (DT-Baracke, Berlin)
- Berlin Bertie – Brenton (Deutsche Erstaufführung, Deutsches Theater Berlin)
- Antigone – Sophokles (Theater an der Parkaue, Berlin)

1995
- Gedeckte Tische – Langhoff (Uraufführung, DT Baracke, Berlin)

1996
- Golden Boy (Schauspiel) – Odets (Theater Dortmund)
- Tartuffe – Molière (Schauspiel Bonn)
- Alpenglühen – Turrini (Staatstheater Cottbus)

1997
- The Life of Stuff – Donald (Deutsche Erstaufführung, Deutsches Theater Berlin)
- Ein Sommernachtstraum – Shakespeare (Theater Dortmund)
- Gespenster – Ibsen (Theater Dortmund)

1998
- Die Präsidentinnen – Schwab (Deutsches Theater Berlin)
- Die Hochzeit – Canetti (Schauspielhaus Leipzig)
- Der Schatten eines Fluges – Bauer (Uraufführung, Münchner Volkstheater)

1999
- Zerbombt – Kane (Düsseldorfer Schauspielhaus)
- Iphigenie auf Tauris – von Goethe (Rheinisches Landestheater)
- Die Komödie der Irrungen – Shakespeare (Rheinisches Landestheater)

2000
- Die Unterrichtsstunde – Ionesco (Theater an der Parkaue, Berlin)
- Herr der Fliegen – Golding (Deutsche Erstaufführung, Rheinisches Landestheater)
- Top Dogs – Widmer (Münchner Volkstheater)
- Alles im Garten – Albee (Rheinisches Landestheater)

2001
- Ein Volksfeind – Ibsen (Rheinisches Landestheater)
- Das letzte Loch – Welsh (Deutsche Erstaufführung, Rheinisches Landestheater)
- Das Fest  – Rukov/Vinterberg (Rheinisches Landestheater)

2002
- Die heilige Johanna der Schlachthöfe – Brecht (Rheinisches Landestheater)

2003
- Freudige Erwartung – Panic (Deutsche Erstaufführung, Rheinisches Landestheater)
- Ich knall euch ab – Rhue (Deutsche Erstaufführung, Theater an der Parkaue, Berlin)

2004
- Baal – Brecht (Schleswig-Holsteinisches Landestheater)
- Der eingebildete Kranke – Molière (Neues Theater Halle)
- Franziska Linkerhand – Reimann (Neue Bühne Senftenberg)
- Was wollt ihr denn – Braun (Uraufführung, Neue Bühne Senftenberg)

2005
- Die heilige Johanna der Schlachthöfe – Brecht (Neue Bühne Senftenberg)
- Kabale und Liebe – Schiller (Neue Bühne Senftenberg)
- Der moderne Tod – Wijkmark (Deutsche Erstaufführung, Neue Bühne Senftenberg)

2006
- Nathan der Weise – Lessing (Neue Bühne Senftenberg)

2007
- Faust. Der Tragödie erster Teil und Faust II – von Goethe (Neue Bühne Senftenberg)
- Sphericon – Schule der Arbeitslosen – Zelter (Neue Bühne Senftenberg)

2008
- Der Elektriker – Die Geschichte des David Salz – Rosh, Jakob, Lühning, Schlender (Neue Bühne Senftenberg)
- Ein Sommernachtstraum – Shakespeare (Neue Bühne Senftenberg)
- Die Brücke von Varvarin – Wallow (Neue Bühne Senftenberg)

2009
- Grabbes Grab – Latchinian (Neue Bühne Senftenberg)
- Die Hermannsschlacht – Grabbe (Neue Bühne Senftenberg)

2010
- Die drei Schwestern – Tschechow (Neue Bühne Senftenberg)
- Der Selbstmörder – Erdman (Neue Bühne Senftenberg)
- Schlechter Sex 1–3 – Ming (Uraufführung, Neue Bühne Senftenberg)

2011
- Der verkaufte Großvater – Hamik (Neue Bühne Senftenberg)
- Jedermann – Hofmannsthal (Neue Bühne Senftenberg)
- Empört Euch! – Hessel (Deutsche Erstaufführung, Neue Bühne Senftenberg)

2012
- Der Geizige – Moliere (Neue Bühne Senftenberg)

2013
- Die Schweizer Krankheit – Uta Bierbaum (Uraufführung im Rahmen der Langen Nacht der Autoren 2013, Deutsches Theater Berlin)
- Unsere schönen neuen Kleider – Ingo Schulze (Uraufführung, Neue Bühne Senftenberg)
- Weiskerns Nachlass – Christoph Hein (Uraufführung, Neue Bühne Senftenberg)
- Johann Holtrop – Rainald Goetz (Neue Bühne Senftenberg)
- Die hellen Haufen – Volker Braun (Uraufführung, Neue Bühne Senftenberg)

2014
- Ingrid Babendererde – Uwe Johnson (Uraufführung der Volkstheaterfassung von Holger Teschke, Volkstheater Rostock)

2015
- Der zerbrochne Krug – Heinrich von Kleist, (Volkstheater Rostock)
- Ein Volksfeind – Henrik Ibsen, (Volkstheater Rostock)
- Norway.today – Igor Bauersima, (Volkstheater Rostock)

2016
- Sex und Liebe – Nach Romeo und Julia und Ein Sommernachtstraum von William Shakespeare, (Volkstheater Rostock)

2019
- Nein zum Geld – Flavia Coste, (Hamburger Kammerspiele)
- Ich bin nicht Rappaport – Herb Gardner (Hamburger Kammerspiele)

2020
- Die Kinder – Lucy Kirkwood (Hamburger Kammerspiele)

2021
- Der koschere Himmel – Lothar Schöne (Uraufführung, Hamburger Kammerspiele)
- Musikalisch-Literarische Stolpersteine (Hamburger Kammerspiele)

### Darsteller
- 1988: Michail Bulgakow: Paris, Paris (Chinese) – Regie: Frank Castorf (Deutsches Theater Berlin)

### Theaterstücke
- Grabbes Grab (veröffentlicht 1984 in Temperamente – Blätter für junge Literatur 2/1985, Verlag Neues Leben Berlin, Liz.Nr.: 303/305/2/85, Uraufführung 1986 im Mecklenburgischen Staatstheater Schwerin)
- Berlin, Henschel-Verlag Berlin 1987
- Eine verbotene Liebe, 2009 in Zusammenarbeit mit Ettore Ghibellino (nach dem Buch Goethe und Anna Amalia – Eine verbotene Liebe)

### Filmografie (Auswahl)
- 1985: Besuch bei van Gogh
- 1987: Dschungelzeit
- 1990: König Phantasios (Fernsehfilm)
- 1991: Ein Engel namens Flint (Fernsehserie)
- 1992: Das Land hinter dem Regenbogen
- 1992: Die verschwundene Miniatur (Fernsehfilm)
- 1994: Liebling Kreuzberg: Unter uns Machos

### Hörspiele
- 1991: Nach Jacob Grimm/Wilhelm Grimm: Sex-Märchen zur Nacht (Frosch) – Regie: Barbara Plensat (Märchen für Erwachsene – Funkhaus Berlin)
- Das Lied von der Eule Lua (1988 veröffentlicht in Temperamente – Blätter für junge Literatur, erstausgestrahlt im Berliner Rundfunk)
- Autostrich (erstausgestrahlt im Berliner Rundfunk 2001)

## Auszeichnungen und Nominierungen
- 1987: ausgezeichnet für das Theaterstück Berlin mit dem Förderpreis des Verlags der Autoren, Frankfurt am Main, Uraufführung am Deutschen Theater Berlin
- 1995: Nominierung Friedrich-Luft-Preis, Berlin, für Gedeckte Tische, Deutsches Theater Berlin
- 1997: Nominierung Friedrich-Luft-Preis, Berlin, für Lebensstoff, Deutsches Theater Berlin
- 2005: Unter der Intendanz Sewan Latchinians wurde das Senftenberger Theater von der renommierten Zeitschrift Theater heute bei einer Kritiker-Umfrage zum „Theater des Jahres“ gewählt.
- 2006: Internationaler Quirinuspreis der Stadt Neuss
- 2008: Nominierung in der Kategorie „Beste Regie“ für den Deutschen Theaterpreis Der Faust für die Inszenierung von Faust I und II an der Neuen Bühne Senftenberg, siehe Faustverleihung 2008